# اجناسيو بايلون
اجناسيو بايلون (بالإسبانية: Ignacio Bailone)‏ (20 يناير 1994 بروساريو في الأرجنتين - ) هو لاعب كرة قدم أرجنتيني في مركز الهجوم.

## وصلات خارجية
- اجناسيو بايلون على موقع قاعدة بيانات كرة القدم.إي يو (الإنجليزية)
- اجناسيو بايلون على موقع Soccerway.com (الإنجليزية)